# Onze-Lieve-Vrouw van Zeven Smartenkerk (Košice)
De Onze-Lieve-Vrouw van Zeven Smartenkerk of de Kerk van de Maagd Maria van Zeven Smarten is een rooms-katholiek barok bedehuis in de Slowaakse stad Košice. Ze ligt in de wijk Sever, aan de « Na Kalvárii-straat 2 », in de noordwestelijke richting ongeveer drie kilometer verwijderd van het oude stadscentrum « Staré Mesto ».

## Geschiedenis
De bouw van de kerk op de heuvel "Calvarieberg", was te danken aan de toenmalige jezuïeten. Dezen leverden in Košice -zoals elders- inspanningen om het onderwijs toegankelijk te maken voor een zo groot mogelijk deel van de bevolking. In die tijd (18e eeuw) had het stadsbestuur slechts een gymnasium en een universiteit met twee faculteiten voor het onderricht van de inwoners. 
De heuvel waarop de kerk zou gebouwd worden, heette toen nog niet "Calvarieberg". Deze naam werd pas gegeven nadat in 1736 tot de bouw van de kerk besloten was.
Bouwmeester Nicodemus Litzka ontwierp het gebouw. De constructie begon pas in 1742, zes jaar na de aanvaarding van het plan, en was voltooid in 1758. Toentertijd was de "Calvarieberg" (ook "Golgotha" genoemd) nog ingesloten door een bos. Deze hoogte was een indrukwekkende en dicht bij de stad gelegen heuvel van het Slowaaks Ertsgebergte.
De bouw duurde 16 jaar, maar de jezuïeten hadden er slechts 15 jaar nut van, vermits hun orde in 1773 ontbonden werd. Naderhand nam het leger de  tempel in beslag en maakte er een munitiedepot van. Maar van zodra de napoleontische oorlogen voorbij waren, was de bidplaats middels een uitgebreide renovatie opnieuw ter beschikking van de katholieke gemeenschap. Een bijzonder kenmerk van het bedehuis was de lage houten toren met twee verdiepingen. 
Nadat de renovatiewerken in 1820 voltooid waren, lieten de kerkelijke autoriteiten het bedehuis opnieuw wijden. De bisschop van Košice bedong bij paus Leo XII de verkoop van aflaten op de Calvarieberg, en de paus gaf gehoor aan dit verzoek.
Het huidige uiterlijk van de kerk werd bepaald in 1870 toen herstellingswerken plaatsvonden en de genoemde houten toren verwijderd werd. In datzelfde jaar bouwde men een open kapel achter het priesterkoor. 
Aan de hoofdingang van de kerk plaatste men beelden die het passieverhaal van Golgotha en het lijden van de moeder Maria duidelijk maakten: 
- de gekruisigde Christus omringd door twee andere gekruisigde veroordeelden,
- de moeder Maria en Johannes: Christus' meest nabije vriend.

## Interieur
Het interieur was aanvankelijk barok. 
Drie altaren zijn anno 2020 in de kerk opgesteld:
- het hoofdaltaar, verfraaid met het originele barokke beeldhouwwerk dat de Moeder van Zeven Smarten voorstelt, met het lijk van haar zoon Jezus op de schoot;
- het tweede altaar, versierd met de zittende Christus met een doornenkroon;
- het derde altaar is modern. Hier ziet men een tableau van schilder Alexander Kováč dat de drie "Martelaren van Košice" voorstelt: Marko Krizin, Stephan Pongrácz en Melchior Grodziecki.

## Kapellen
Op ongeveer een halve kilometer afstand van de kerk ligt in de oostelijke richting, eveneens aan de « Na Kalvárii », het amfitheater van Košice. Aan de noordelijke kant, ongeveer 800 meter van de kerk verwijderd, ligt de begraafplaats van Sint-Rosalia. In deze laatste was in 1849 geen plaats meer vrij voor het delven van nieuwe graven. Om die reden werd tussen 1849 en 1889 op de « Na Kalvárii », op het korte traject van het amfitheater tot de kerk, de bouw van 16 gecombineerde kapelgraven toegestaan. Deze familiale grafsteden bestonden uit twee delen: de voorzijde diende als kruiswegstatie van de kerk en het achterste deel als familiegraf. De op die manier aangelegde kruisweg bestaat uit 14 staties, aangevuld met twee kapellen ter ere van de Maagd Maria.

## Actueel
Golgotha was tot de jaren 1950 een zorgvuldig onderhouden plek. In de jaren 1960 werd de begraafplaats op Golgotha gesloten en wilde men er huizen te bouwen. De liquidatie van de kapellen langsheen de weg lag in het vooruitzicht maar ten slotte besliste men om deze grafmonumenten toch te behouden. 
In de recente geschiedenis van Golgotha heeft een bescheiden gepensioneerde priester, de salesiaan Don Timko, een belangrijke rol gespeeld. Hij woonde in een van de huizen nabij de kerk en zorgde uit vrije wil twintig jaar lang voor het onderhoud en de netheid van deze plaatsen.
De kerk werd op 16 oktober 1963 geregistreerd als Nationaal cultureel monument van de Slowaakse Republiek.

## Illustraties

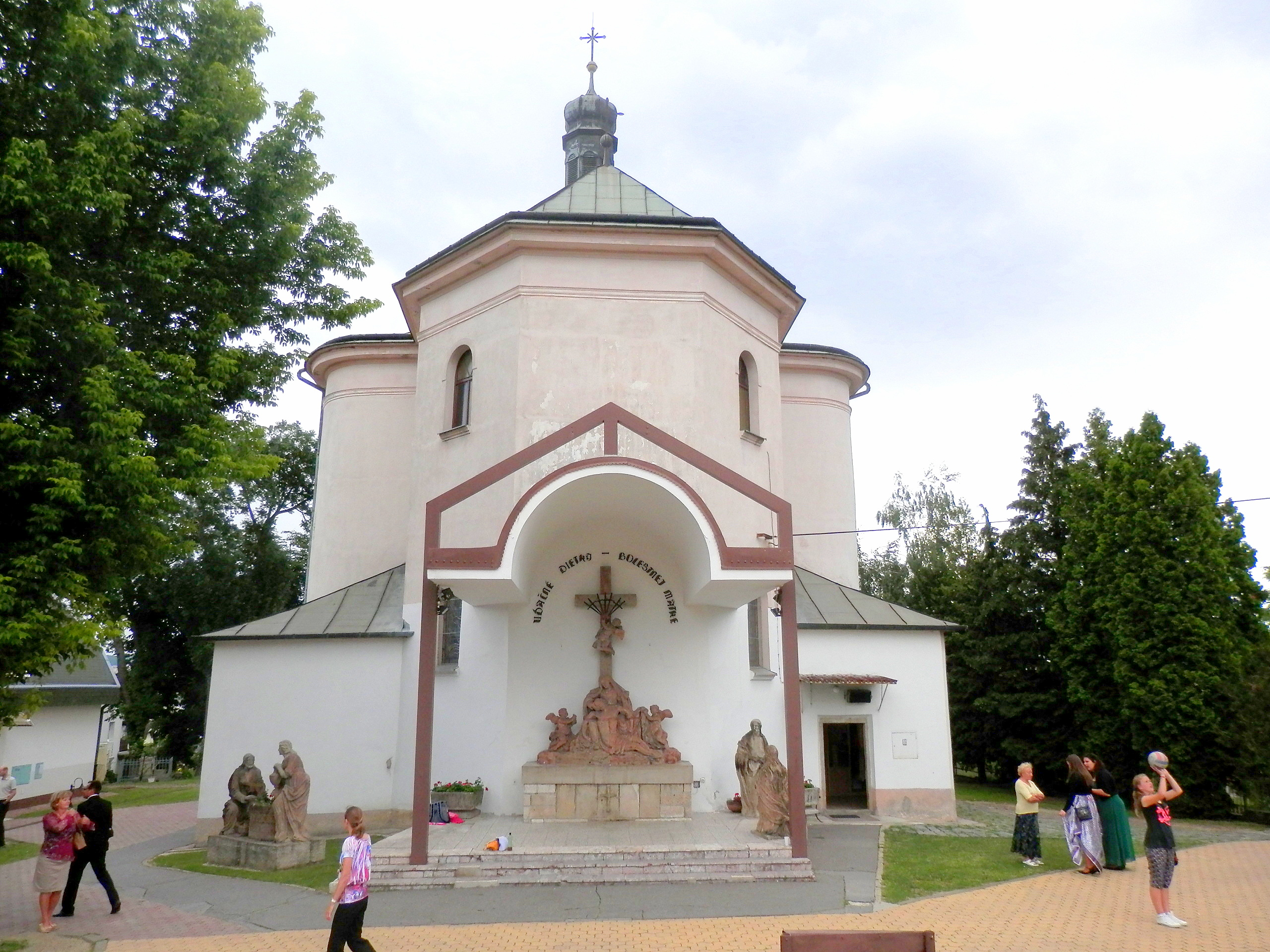
De open kapel aan de kant van het priesterkoor.
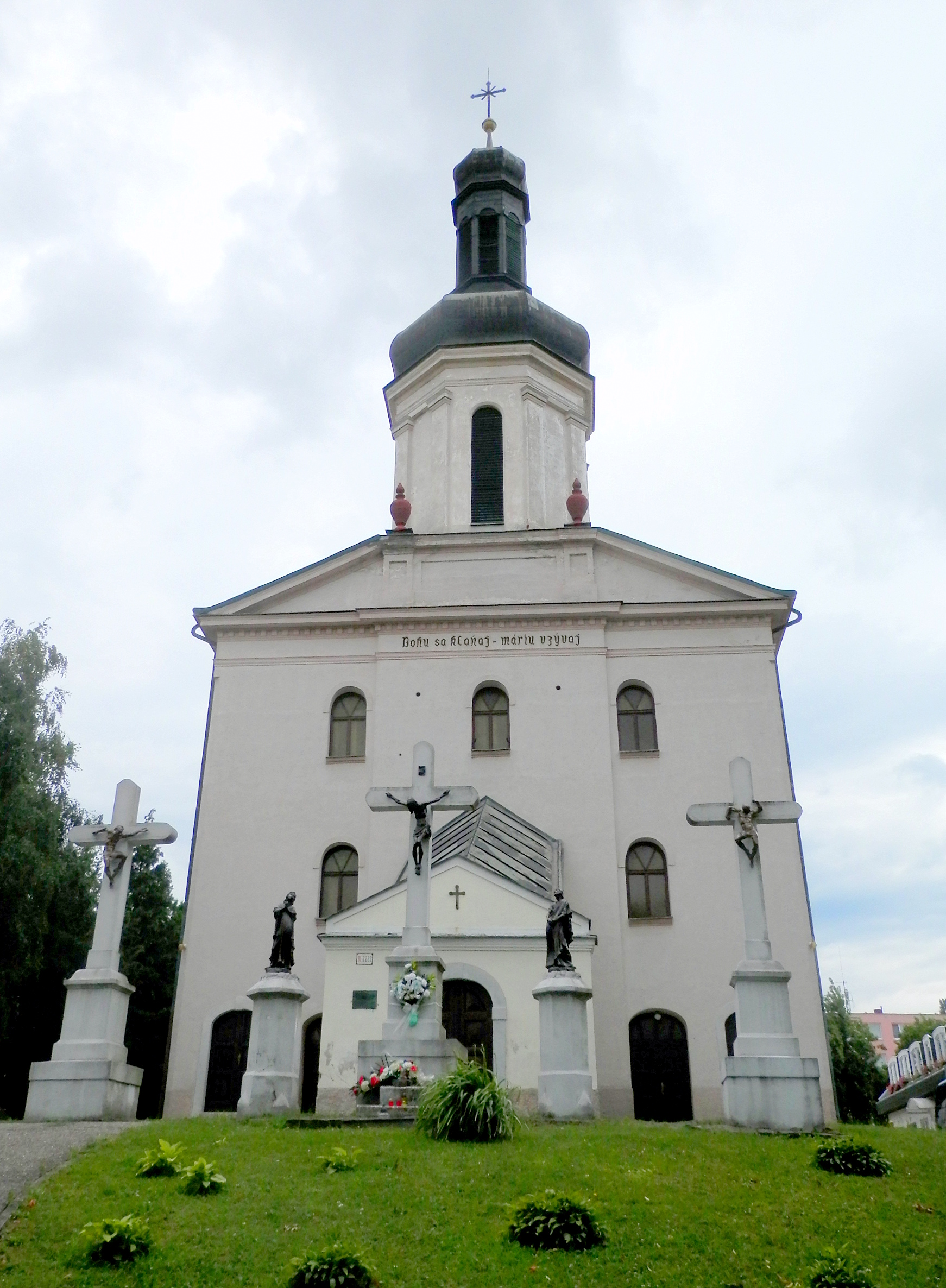
De taferelen van het passieverhaal aan de hoofdingang.
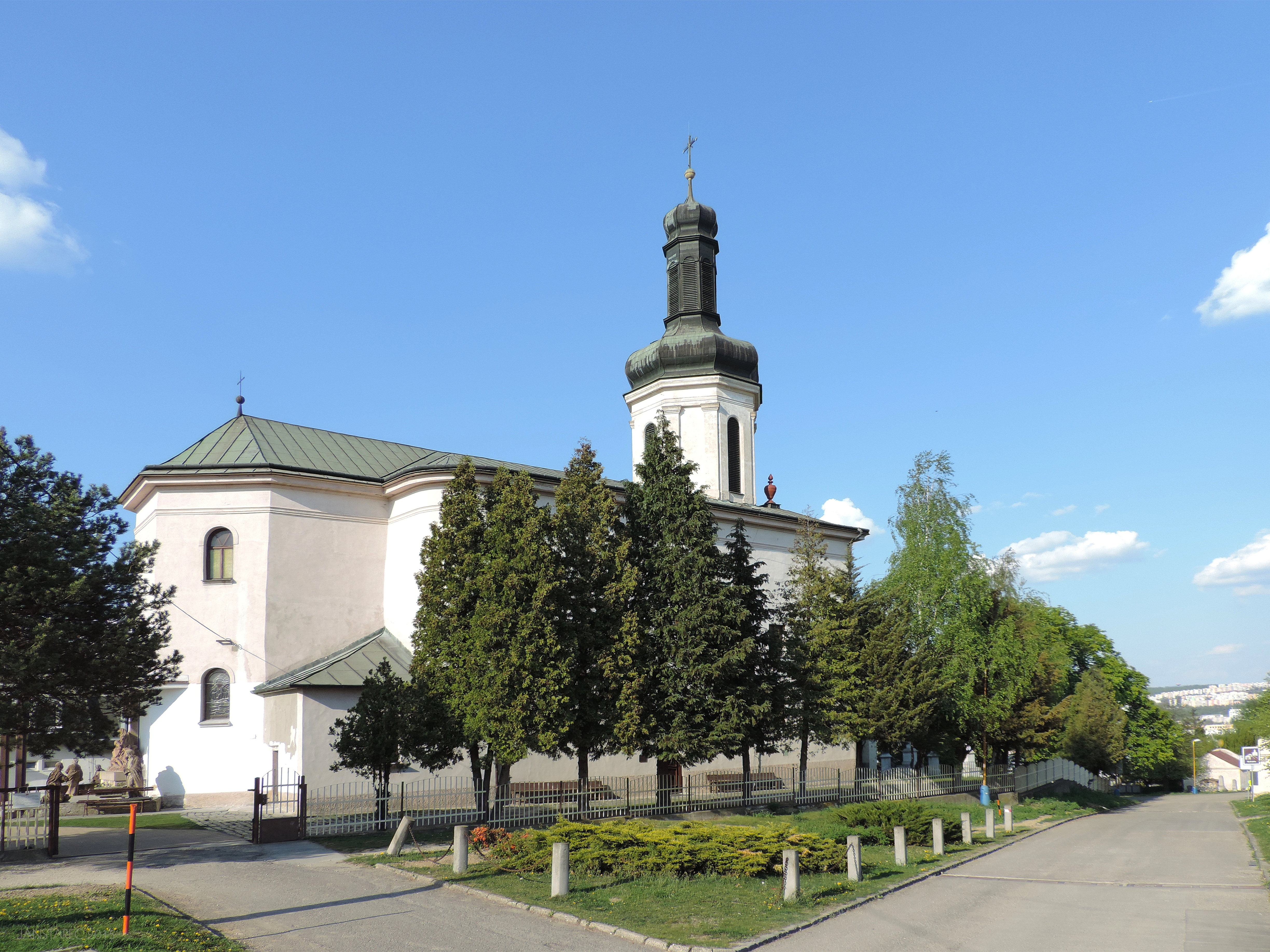
Zijaanzicht.
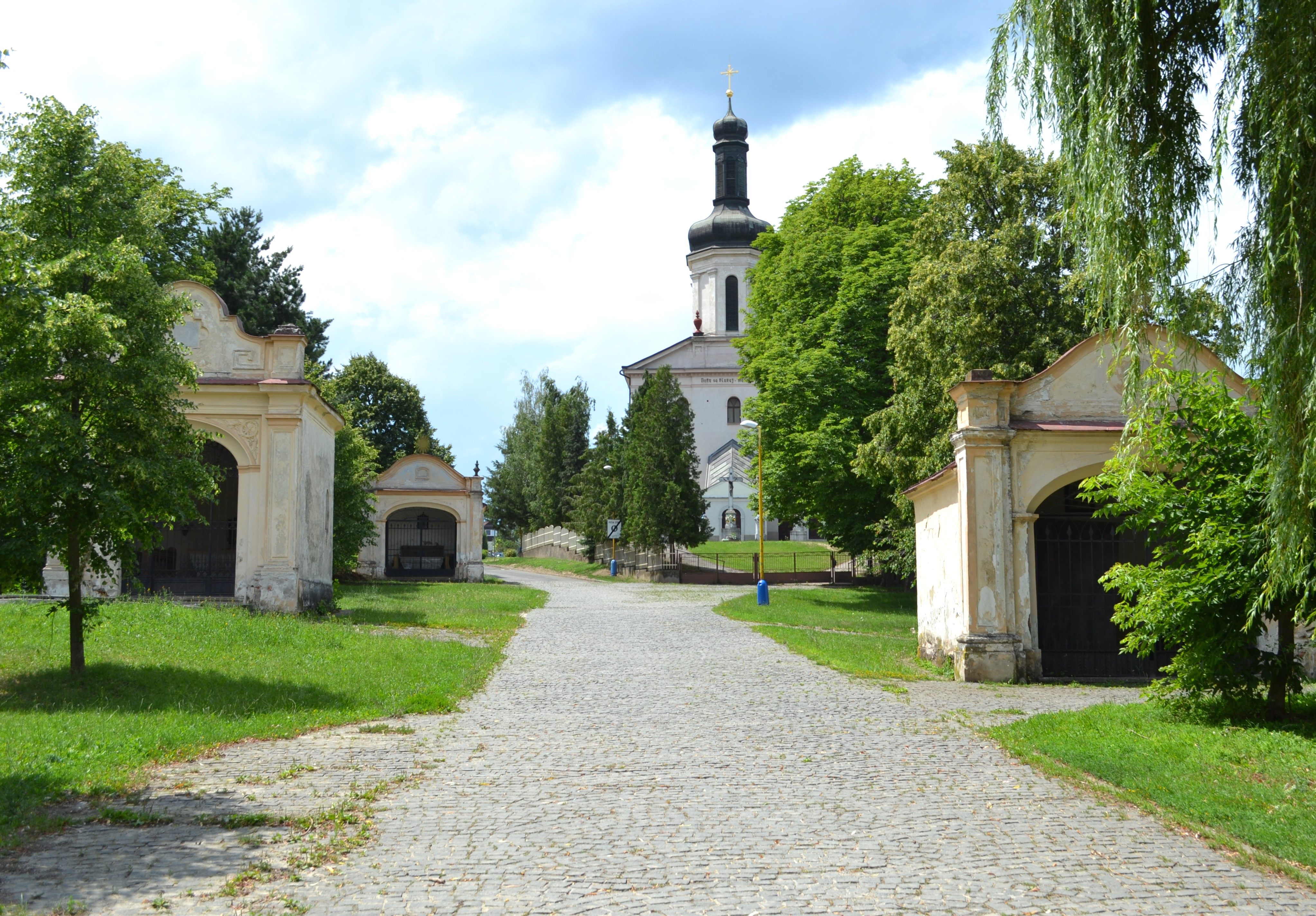
De kapellen aan de weg « Na Kalvárii » tussen de kerk en het amfitheater.